# Братерство і єдність

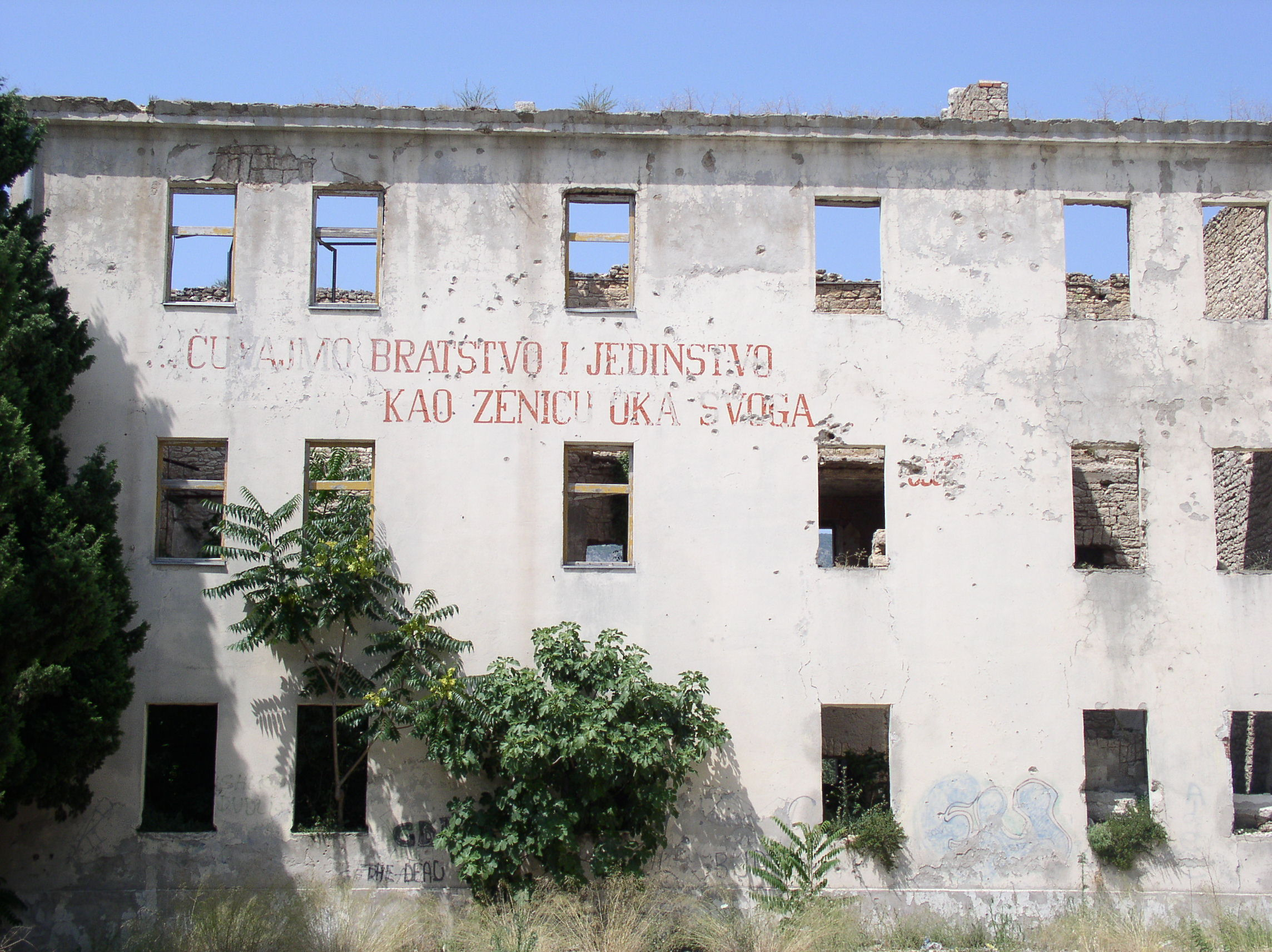
"Бережімо братерство і єдність як зіницю ока", напис на будівлі в Мостарі, знищеній під час югославських війн.

Братерство і єдність (серб. Братство и jединство / Bratstvo i jedinstvo, босн., хорв. і чорн. Bratstvo i jedinstvo, мак. Братство и единство, словен. Bratstvo in enotnost, алб. Bashkim dhe Vëllazërim, угор. Testvériség és egység) — популярне гасло Комуністичної партії Югославії, що виникло під час Другої світової війни. Надалі ці поняття стали керівними принципами післявоєнної міжетнічної політики Югославії.